# Brachymeria donganensis
Brachymeria donganensis är en stekelart som beskrevs av Yin-Xia Liao och Chen 1983. Brachymeria donganensis ingår i släktet Brachymeria och familjen bredlårsteklar. Inga underarter finns listade.